# Sukiya
Sukiya (すき家?) es la cadena más grande de gyūdon (tazón de carne). El propietario de Sukiya, Zensho Holdings, cotiza en la Bolsa de Valores de Tokio y tuvo ventas de 511 mil millones de yenes en 2016.

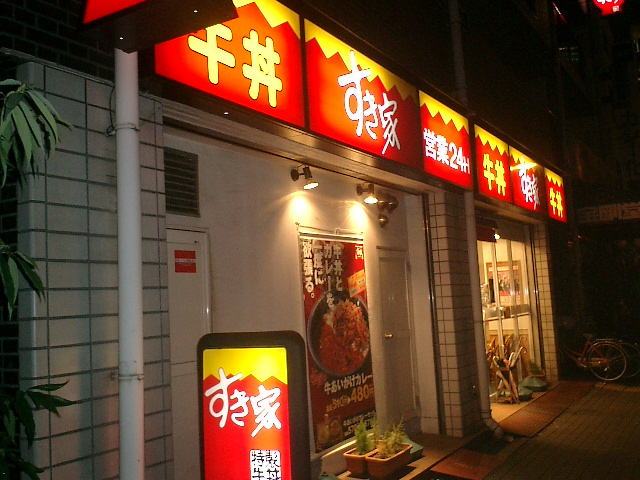
Exterior de un restaurante Sukiya.

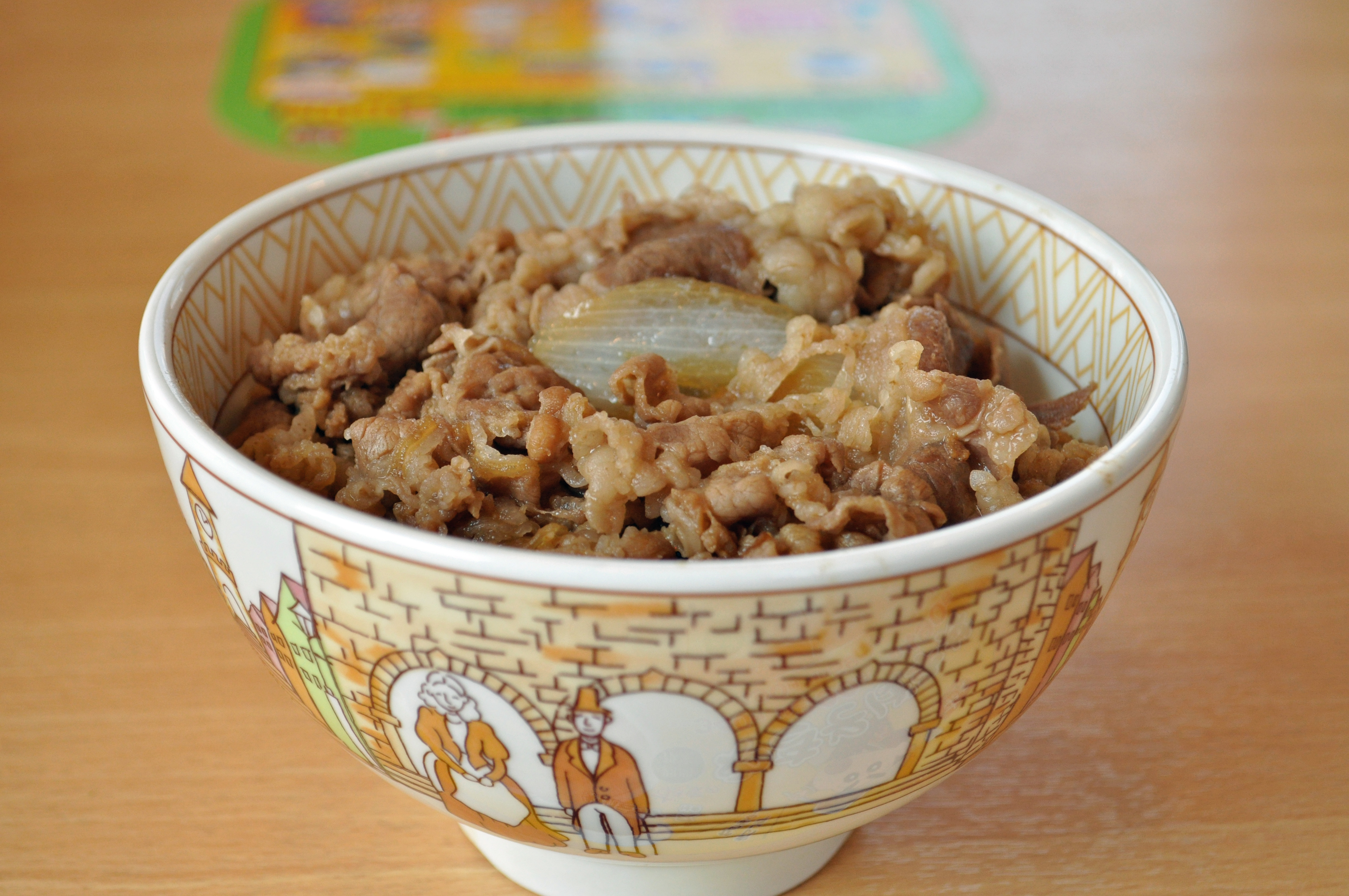
Gyūdon.

Su lema (impreso en romaji fuera del restaurante) es ahorrar tiempo y dinero. Según la publicidad impresa en inglés en las paredes del restaurante, se originó en Yokohama , Kanagawa.
A diferencia de Yoshinoya, Sukiya no dejó de servir gyūdon durante la prohibición de las importaciones de carne de res estadounidense , sino que cambió a carne importada de Australia. En respuesta al butadon de Yoshinoya (tazón de cerdo, un sustituto del gyūdon, "tazón de res"), Sukiya comenzó a servir su propia versión, tondon.
El 11 de septiembre de 2013, se abrió un restaurante Sukiya en la Ciudad de México, siendo el primero en abrir en México. El restaurante Zona Rosa ofrece servicio 24/7. El 3 de julio de 2014, un restaurante Sukiya tuvo un lanzamiento suave en la ciudad de Taipéi, convirtiéndolo en el primer Sukiya en Taiwán. El restaurante solo funcionaba de 7 a. m. a 11 p. m., pero está previsto que brindara servicio las 24 horas, los 7 días de la semana a fines de 2014.

## Ubicaciones
| País      | Cuenta | Notas |
| --------- | ------ | --- |
| Japón     | 2333   | Ubicaciones en las 47 prefecturas de Japón a partir de 2017                                                                |
| China     | 70     | A partir de 2014, aproximadamente la mitad de las ubicaciones se encuentran en Shanghái                                    |
| Taiwán    | 38     | En Taipéi y 3 en Taichung.                                                                                                 |
| Brasil    | 29     | 24 en São Paulo, 1 en Mogi das Cruzes, 1 en Santo André, 1 en São Bernardo Campo, 1 en São José dos Campos, 1 en guarulhos |
| México    | 21     | 13 en Ciudad de México, 5 en Estado de México, 2 en Toluca, y 1 en Querétaro                                               |
| Tailandia | 8      | |
| Malasia   | 10     | |
| Indonesia | 10     | Todo con sede en Yakarta, con planes para abrir 2 ubicaciones en Bekasi                                                    |
| Hong Kong | 1      | Inaugurado en Mong Kok, Kowloon en 2019                                                                                    |